# Himmelstalundshallen
Himmelstalundshallen är en ishall i Norrköping. Ishallen är hemmaarena för HC Vita Hästen och Norrköpings konståkningsklubb samt har en publikkapacitet på 4 500 personer.

## Historik
Himmelstalundshallen ritades av arkitekten Hans Gade. Bygget stod färdigt den 4 oktober 1977 och hallen invigdes med en ceremoni som pågick i dagarna tre mellan 7 och 9 oktober samma år. Den 29 november det året spelades en inomhusfotbollsturnering i hallen, som vanns av Hammarby IF.
Arenan kan vid en fullsatt ishockeymatch ta 4300–4500 personer. Den används till konståkning, ishockey, inomhusfotboll och innebandy. Under senare år har hallen också använts för landskamper i handboll, bland annat EM-kval för herrar Sverige–Montenegro i mars 1993, sex VM-gruppspelsmatcher för herrar i januari 2011 samt EM-kval för damer Sverige–Österrike i mars 2012.
Det var i Himmelstalundshallen som Södertälje SK i mars 1985 blev svenska mästare genom att i final besegra Djurgårdens IF med 6–3 i finalseriens femte och avgörande match. Vid Europamästerskapet i basket för herrar i september 2003 spelades också matcher här.
1998 vann basketklubben Norrköping Dolphins SM-guld (klubbens andra) i Himmelstalundshallen då Plannja Basket (numera BC Luleå) besegrades i den avgörande finalmatchen inför 5784 åskådare. Dolphins spelar numera i Stadium Arena när den stod klar 2008.
Arenan stod värd för andra deltävlingen av Melodifestivalen 2002, andra chansen av Melodifestivalen 2009 och tredje deltävlingen av Melodifestivalen 2016.
Den 15 oktober 2015 sattes ev. publikrekordet för ishockey då HC Vita Hästen i den allsvenska återkomsten mötte Södertälje SK inför 4694 åskådare.